# Trierska katedrala
Katedrala Svetog Petra u Trieru (njemački: Trierer Dom),je sjedište rimokatoličke Trierske biskupije, u pokrajini Rhineland-Palatinate i najstarija katedrala u Njemačkoj. Ovo zdanje, zahvaljujući svom dugom vijeku, ima odlike mnogih razdoblja u kojima je nadograđivana, počevši sa središnjom kapelom od rimske opeke iz vremena Svete Helene. Sa svojom veličinom od 112,5 x 41 m, najveća je građevina u Trieru. God. 1986. upisana je na UNESCOv popis mjesta svjetske baštine u Europi.

## Povijest
Katedralu u rimskom gradu Augusta Treverorum podigao je biskup Maximin Trierski (329. – 346.), na temeljima starije građevine, odmah po pokrštenju cara Konstantina. Bio je to najveći kršćanski kompleks građevina izvan Rima, a prostirao se na četiri puta većem prostoru od današnje veličine katedrale, a uključivao je četiri bazilike, krstionicu i druge građevine od kojih su preostala četiri središnja stuba katedrale.   
Franci su isprva srušili ovaj kompleks, a kasnije su obnovili katedralu (Dom). Normani su je ponovno srušili 882. god., samo da bi je ponovno obnovio biskup Egbert. Zapadno pročelje u obliku pet simetričnih dijelova tipično je za romaničku arhitekturu za vrijeme Salijskih careva. Kor na zapadu, s polukružnom apsidom odražava unutrašnjost je dovršen 1196. god. Unutrašnjost čine tri romanička broda s gotičkim križno-rebrastim svodom i baroknom kapelom u kojoj se čuva Isusova Sveta Tunika, te visokim oltarom koji je dovršen 1512. god.

## Vanjske poveznice
- Povijest (engl.)
- Fotografije